# Jacob Marisplein

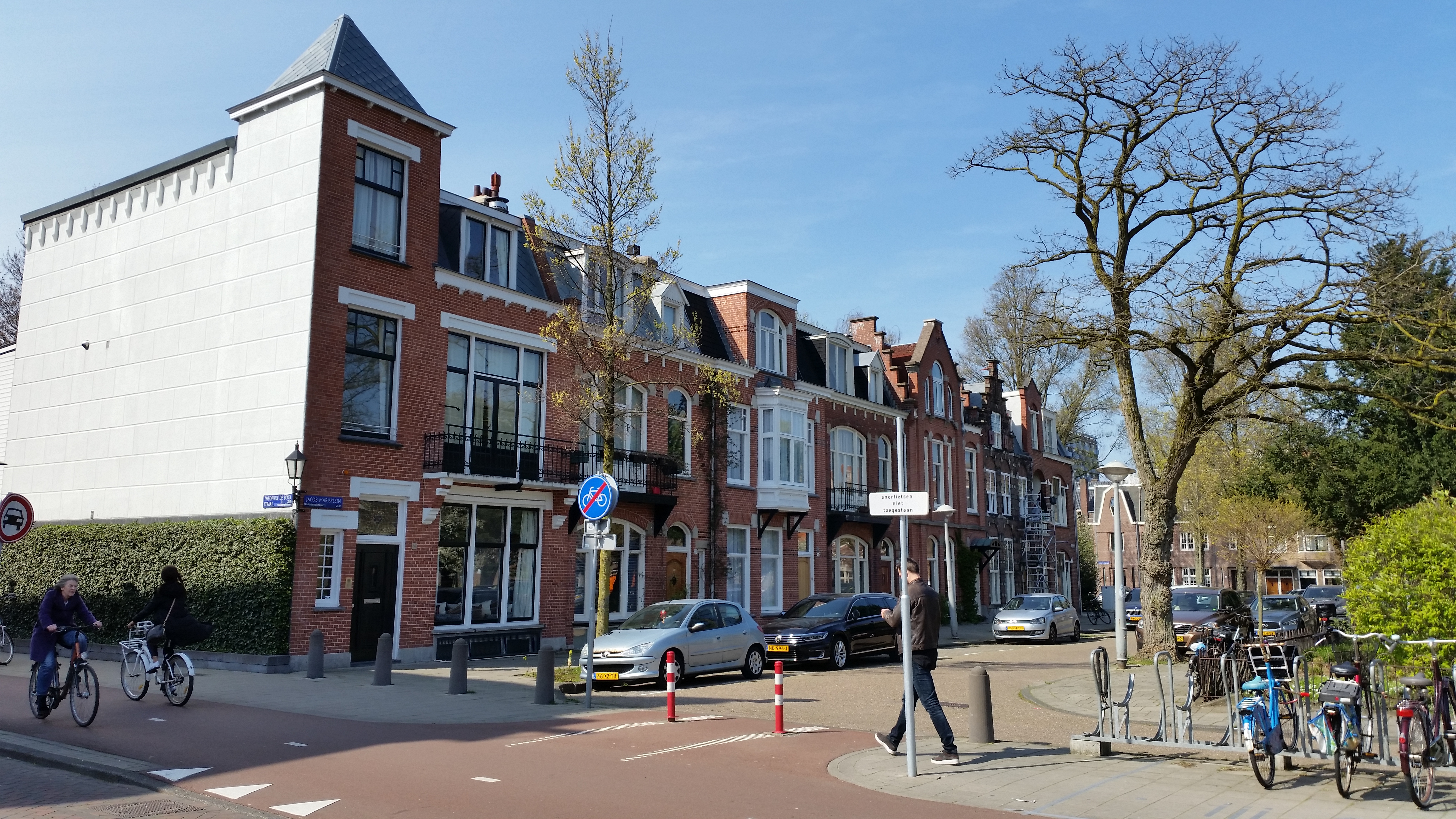
Jacob Marisplein, Amsterdam; 18 tm 30 van rechts naar links (april 2019).

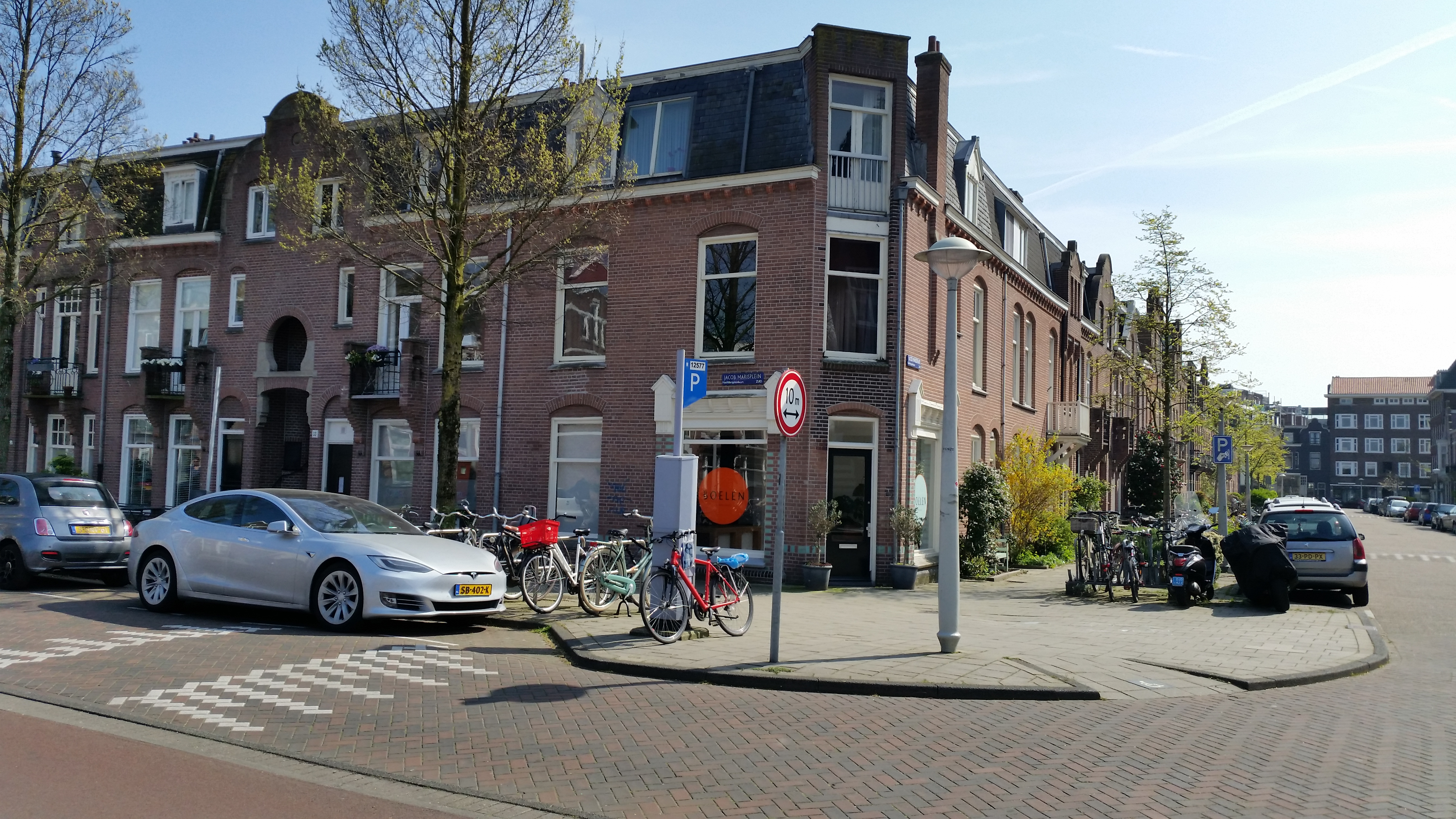
Jacob Marisplein 29 t/m 35, Amsterdam (van rechts naar links) en ingang Jacob Marisstraat (april 2019).

Het Jacob Marisplein is een plein in de Hoofddorppleinbuurt in Amsterdam-Zuid.

## Geschiedenis en ligging
Het plein kreeg zijn huidige naam op 22 juli 1922. Voorheen was het een onderdeel van de Jacob Marisstraat, die op 29 november 1905 door de gemeente Sloten naar de schilder Jacob Maris werd vernoemd. De straat werd in het eerste decennium van de 20e eeuw door de gemeente Sloten aangelegd als nieuwbouwwijk voor forensen naar het nabij gelegen Amsterdam.
In 1908 kreeg de gemeente Sloten een waterleidingmaatschappij die zijn watertoren dat jaar plaatste op het latere Jacob Marisplein, ter hoogte van nr. 24, bij de kruising met de Theophile de Bockstraat. Al in 1913 nam Amsterdam de maatschappij over en gingen de Amsterdamse gemeentewaterleidingen Sloten van water voorzien, waarmee de watertoren zijn functie verloor.
Van 1918 tot 1925 passeerde de tram naar Sloten op zijn weg van de Bosboomstraat (Andreas Schelfhoutstraat) naar het dorp Sloten het plein, waarna met een boog via de Theophile de Bockstraat de Sloterkade werd bereikt.
Bij de annexatie door Amsterdam behield de Jacob Marisstraat zijn naam, maar het plantsoen halverwege de straat kreeg op 22 juli 1922 de naam Jacob Marisplein. De watertoren was toen al circa acht jaar verdwenen.

## Bebouwing
De huizen aan het plein dateren nog uit de tijd van de gemeente Sloten. Aan de oostzijde van het plein is er gesloten bouwblok, in het verlengde van de bebouwing aan de Jacob Marisstraat en sluit aan op de bebouwing aan de Theophile de Bockstraat. Aan de noordkant werd er een stukje gebouwd voor een woningbouwvereniging (Jacob Marisplein 2-6, Jacob Marisstraat 74). Aan de westzijde staan huizen in allerlei stijlen, waarbij nr. 20 opvallend is. Ten noorden van het blokje 18 tot en met 30 is een lege ruimte te vinden. De zuidwand van het plein is een bouwblok dat aansluit bij de Theophile de Bockstraat en het zuidelijke deel van de Jacob Marisstraat. Ter hoogte van de nummers 7 tot en met 19 is nieuwbouw uit 1976-1978. De nummers 1 tot en met 5 zijn grondig gerenoveerd zijn; een gebouw van de GGD Amsterdam uit 1916 ging verloren. Op nummer 16 staat een transformatorhuisje uit 1965.

### Jacob Marisplein
Toen het plein nog in de gemeente Sloten lag was exploitant J.A. de Waal vanuit de Amsterdamse binnenstad bezig het gebied te ontwikkelen. Hij liet er huizen bouwen, waarvan er ruim een eeuw later nog steeds een aantal staan. In 1911 werd het pand op nummer 20 behoorlijk verbouwd; het kreeg een nieuw uiterlijk en innerlijk. Het gebouw heeft drie vensterassen in een asymmetrische opzet en drie bouwlagen. De twee linker vensterassen zijn geplaatst in een nauwelijks waarneembaar risaliet; het risaliet loopt uit op een trapgevel zowel in de lengte als in de breedte van de gevel; de rechter as loopt uit op een eenvoudig dakkapel. Er is afwisseling van baksteen, natuursteen (plint en speklagen) en zandsteen (hoek- en negblokken). De vensters verschillen per bouwlaag in hoogte, zowel in de glasvensters als in de bovenlichten in glas-in-lood. Alle glazen vensters kunnen worden afgesloten door middel van donkerrode luiken, uiteraard uitgevoerd in verschillende hoogte. De rondboogingang bevindt zich onderin in de rechter vensteras. Deze heeft een zandstenen omlijsting met pilasters, consoles en een fronton om eenvoudige timpaan. De gedeelde strokendeur is daarbij van blank hout met een metalen deurklopper en een kijkgaatje met traliewerkje. Boven de fronton is nog een bovenlicht te zien dat op het fronton aansluit, maar ook op de twee ramen naast die toegang.
In de derde bouwlaag bevindt zich een zoldervenster dat centraal in de trapgevel is geplaatst. Ook hier is de verdeling tussen "normaal" glas en glas-in-lood toegepast en zijn voor het onderstuk luiken geplaatst. Aan beide zijden van de bovenlichten zijn twee cartouches te vinden met Anno en 1911. Vanuit de middenas van het venster loopt vanaf een aanzetsteen een pilaster naar de top van de trapgevel. Behalve de voorgevel werd ook de achtergevel uitgevoerd met allerlei versieringen, voorts werd het interieur luxe uitgevoerd in neostijlen. Het gebouw en interieur werd op 13 september 2010 een rijksmonument, met als argumentatie de uitzonderlijk rijke interieurafwerking in de traditie van de gegoede burgerij. Voorts is kenmerkend dat de toegepaste neo-renaissancestijl van de gevel in 1911 al klassiek aandeed. Geconstateerd werd dat alles zich nog grotendeels in authentieke staat bevindt. Voorts is het een voorbeeld van het dorpse karakter uit de Slotense tijd, dat door de stadsuitbreiding van Amsterdam steeds centraler in de stad kwam te liggen.

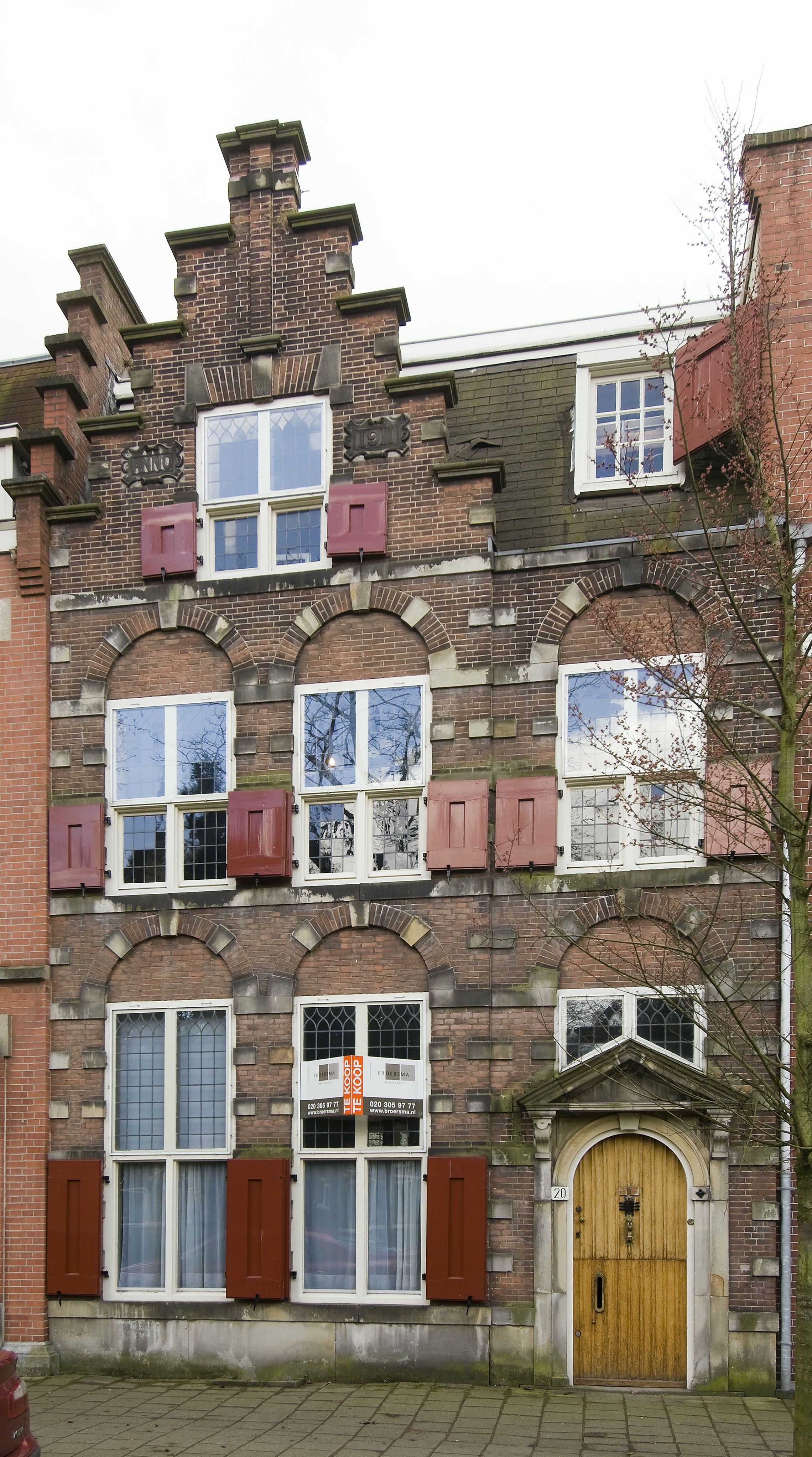
Jacob Marisplein 20: overzicht van de voorgevel.
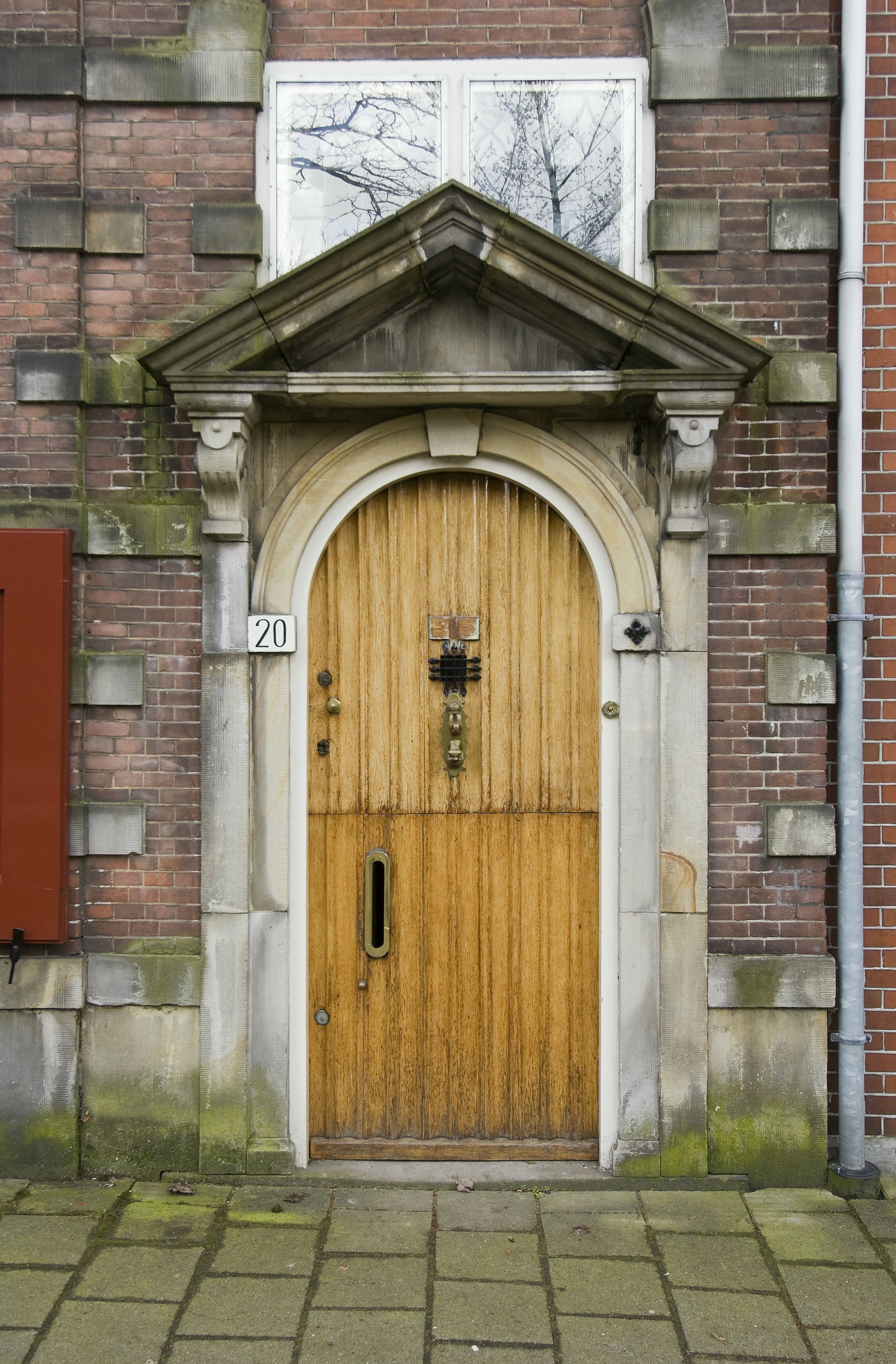
Jacob Marisplein 20: Overzicht van de entree in de voorgevel.
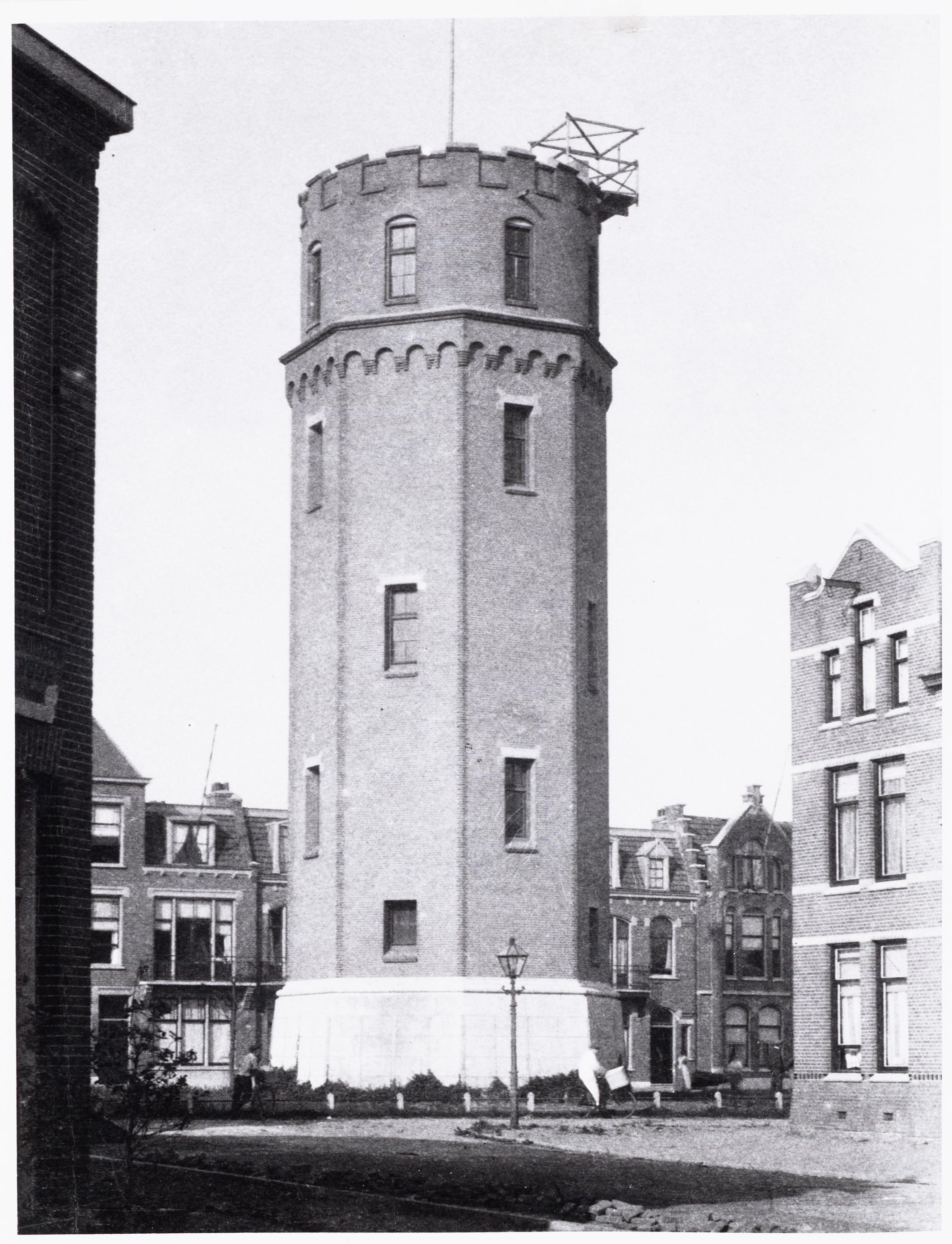
De watertoren Sloten; circa 1908.